# В'яча
В'яча (ісп. Viacha) — місто і муніципалітет у Болівії, адміністративний центр провінції Інґаві в департаменті Ла-Пас. За переписом 2012 року, у місті живе 80 388 осіб.[джерело?] Розташоване за 22 км від Ла-Паса і з'єднане з ним автотрасами 1 і 19, які ведуть до Ель-Альто, а також через залізницю Ла-Пас — Гуакі, яка працює від кінця 2008 року.
Розташоване поблизу озера Тітікака і Тіуанако, що робить місто культурним центром для іроїтів і уру. Представники цих народностей — спадкоємці інків, які мешкали на цій території протягом століть.

## Географія
В'яча — адміністративний центр однойменного муніципалітету в провінції Інґаві, чиєю столицею є місто. Стоїть на правому березі річки Палліна (Pallina). Місто розташоване на висоті 3 870 м на болівійському Альтіплано, між двома гірськими пасмами — Кордильєра-Оксиденталь і Кордильєра-Сентраль, за 70 км на південний схід від озера Тітікака.

### Клімат
Регіону характерний так званий добовий клімат, за якого добові коливання температури перевищують коливання середньої температури протягом року.
Середня річна температура у В'ячі — трохи нижча від 9 °C, річний рівень опадів — близько 600 мм. Середні місячні температури змінюються незначно, від 6 °C у липні до 10 °C з листопада до лютого. Сухий сезон триває від травня до серпня, рівень опадів у ці місяці падає до 15 мм або менше. У вологий сезон, від січня до лютого, рівень опадів зростає до більш ніж 100 мм.

## Економіка

### Керамічна промисловість
Завдяки наявним у муніципалітеті родовищам глини, у В'ячі з'явилося близько 100 керамічних підприємств, об'єднаних в організацію під назвою APSER.

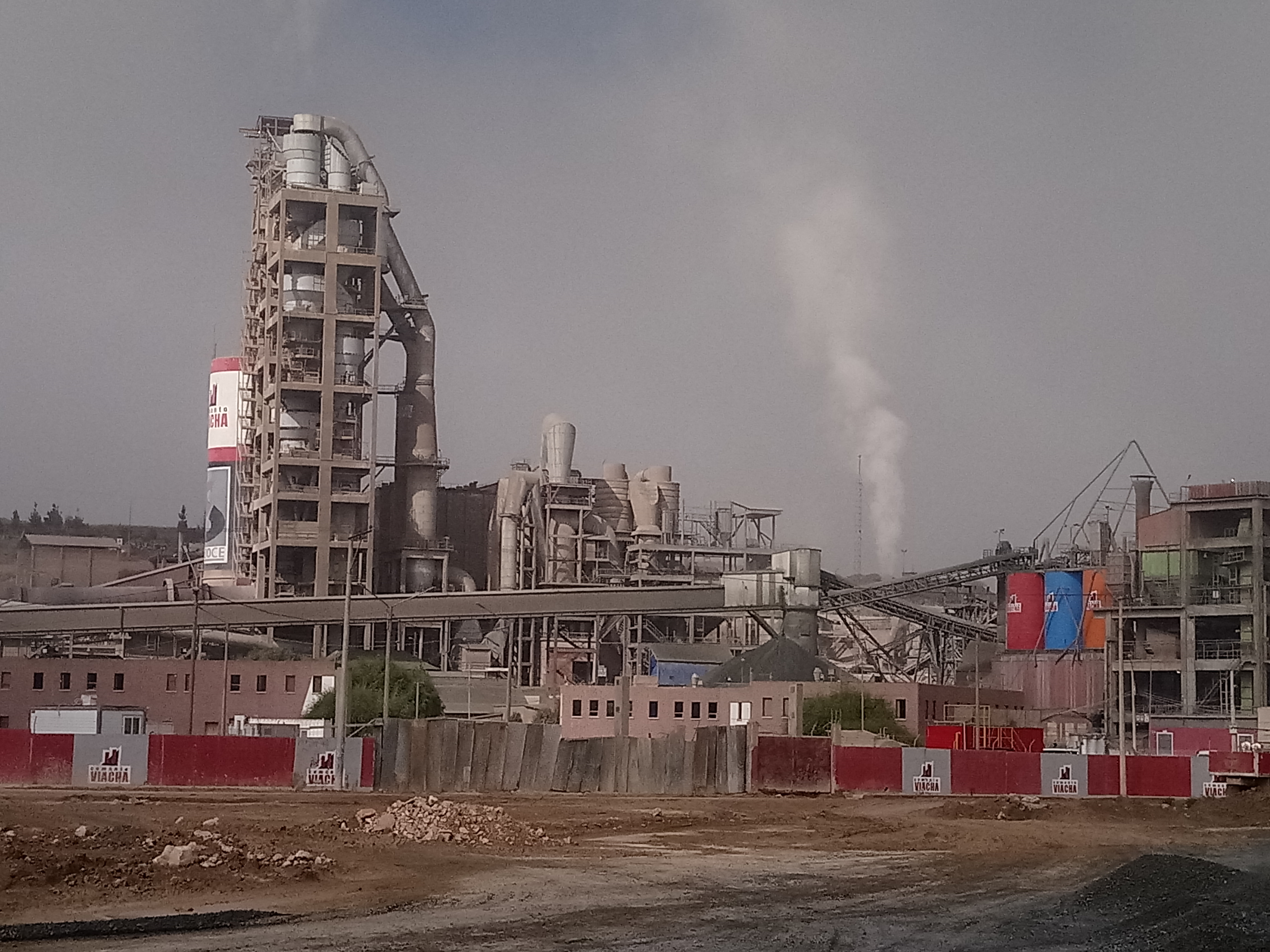
Цементний завод у В'ячі

### Цементний завод
У В'ячі розташований найбільший у Болівії цементний завод — Cemento Viacha. Продукція заводу використовується в будівництві по всій країні. Завод є частиною підприємства SOBOCE.

### Сільське господарство та тваринництво
Сільське господарство в регіоні зосереджене на виробництві картоплі, ячменю, кіноа, таруї, пшениці, оки, бобів, гороху, ульюко тощо. Муніципалітет є лідером у виробництві ячменю в департаменті Ла-Пас.
У регіоні також є тваринництво. Фермери вирощують корів, верблюдових, свиней, овець, кіз та курей. У невеликій кількості вирощуються кролики. Завдяки цій індустрії до міста Ла-Пас надходить молочна продукція. Виробництво молока зростає з кожним роком, цьому сприяє оновлення технологій. Молочна промисловість також дає сир, вершкове масло тощо.

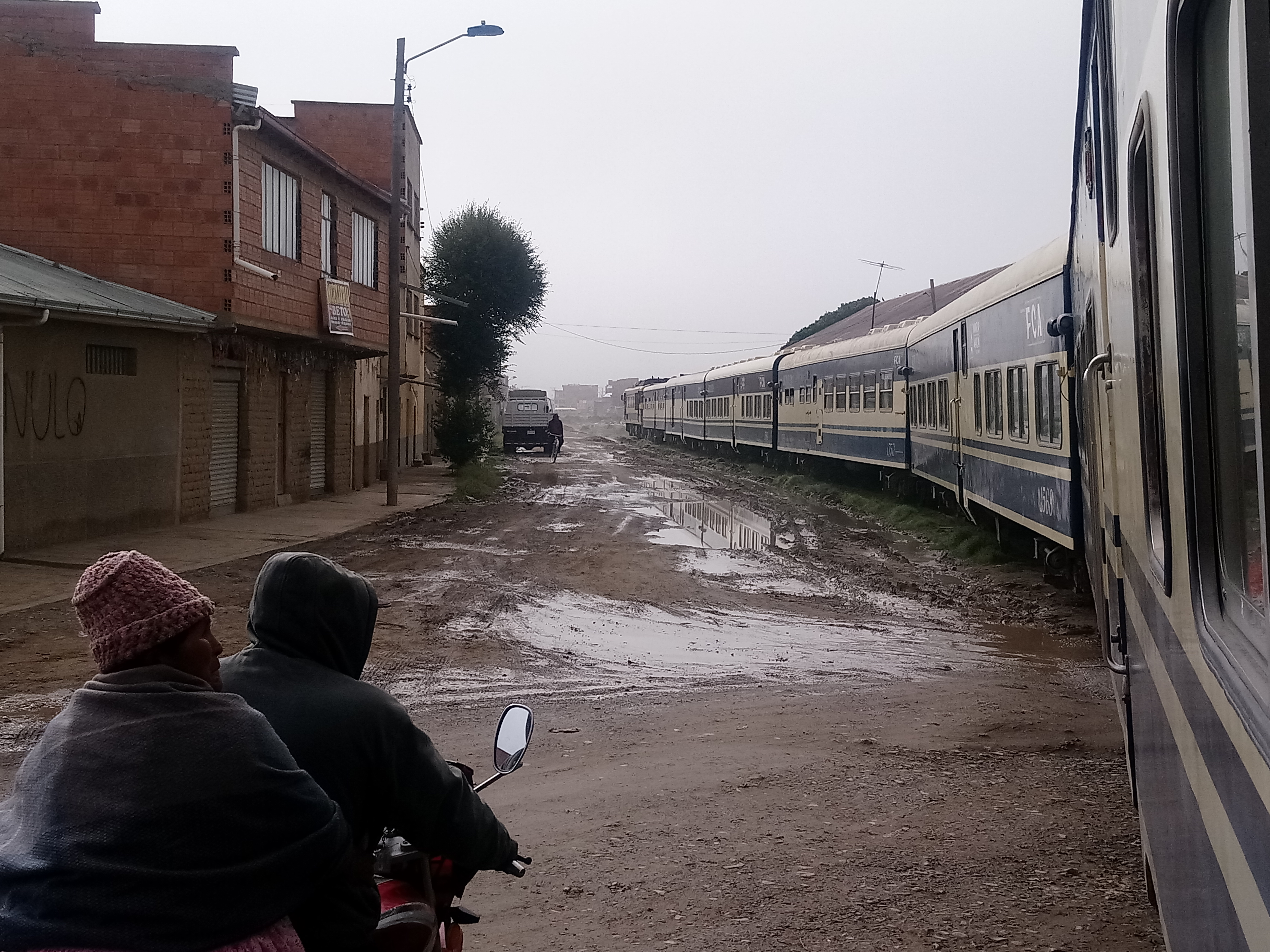
Туристична залізниця у В'ячі

## Транспорт
Автомагістраль 19 йде з Ла-Паса на південний захід, проходячи В'ячу на 22-му кілометрі. Потім дорога йде до поселення Чаранья на кордоні з Перу. В'яча стала кінцевою станцією кількох залізничних ліній відтоді, як було закрито приблизно 25-кілометровий крутий маршрут до Ла-Паса. Місто має залізничний зв'язок з Чилі лінією Арика — Ла-Пас. Також є лінія, що веде в Перу, і лінія від озера Тітікака до міста Оруро, яка далі йде до чилійського міста Антофагаста.